# Alia Atkinson
Alia Shanee Atkinson (Saint Andrew, 11 dicembre 1988) è un'ex nuotatrice giamaicana, specializzata nella rana.

## Palmarès
- Mondiali:

Kazan' 2015: argento nei 50m rana e bronzo nei 100m rana.
- Mondiali in vasca corta:

Istanbul 2012: argento nei 50m rana e nei 100m rana.
Doha 2014: oro nei 100m rana e argento nei 50m rana.
Windsor 2016: oro nei 100m rana, argento nei 50m rana, bronzo nei 100m misti.
Hangzhou 2018: oro nei 50m rana e nei 100m rana e bronzo nei 100m misti.
- Giochi del Commonwealth:

Glasgow 2014: argento nei 50m rana, bronzo nei 100m rana.
Gold Coast 2018: argento nei 50m rana.
- Giochi panamericani:

Guadalajara 2011: argento nei 200m misti.
Toronto 2015: argento nei 100m rana.
- Giochi centramericani e caraibici:

Cartagena 2006: oro nei 50m rana, nei 100m rana, nei 50m farfalla e nei 200m misti, argento nei 200m rana.
Mayagüez 2010: oro nei 50m rana, nei 100m rana, nei 200m rana e nei 200m misti.

## International Swimming League
| Stagione 2019 | Stagione 2020 | Stagione 2021 |
| ------------- | ------------- | ------------- |
| Iron          | London Roar   | London Roar   |